# FRIENDS III
『FRIENDS III』（フレンズ・スリー）は、日本の音楽ユニット・B'zのコンセプト・アルバム。2021年12月8日にVERMILLION RECORDSから発売。
4thミニ・アルバム『FRIENDS』、5thミニ・アルバム『FRIENDS II』から続く「FRIENDS」シリーズの作品であり、シリーズとしては3作目となる。

## 概要
1992年リリースの4thミニ・アルバム『FRIENDS』、1996年リリースの5thミニ・アルバム『FRIENDS II』の流れを汲む作品で、「FRIENDS」シリーズとしては25年ぶりとなる後継作品である。
リリース形態は、CDのみの「通常盤」に加え、「初回限定盤」と限定盤である「LIVE FRIENDS盤」を加えた3種でリリース。「初回限定盤」にはCDに特典DVDが付属しており、『FRIENDS』に収録されている「いつかのメリークリスマス」を新たにレコーディングした音源を使用し、今作のために撮り下ろしたMUSIC VIDEO「いつかのメリークリスマス 〜FRIENDS III edit〜」を収録。「LIVE FRIENDS盤」は後述のライブイベント『B'z presents LIVE FRIENDS』と連動した形態で、CDに特典としてオリジナルロックグラスが付属している（こちらは、有観客公演チケット及び、配信ライブチケットの購入者のみが購入出来る限定盤となっており、B'zのコンサート情報を発信している公式サイト「B'z Club-Gym」のみで受付・販売される）。
また、本作リリース発表と同時に、「FRIENDS」シリーズをコンセプトとしたライブ『B'z presents LIVE FRIENDS』の開催が発表された（2021年11月16日、17日に東京ガーデンシアターで開催）。
発売後の2022年2月2日には、主要音楽ストリーミングとダウンロードサービスにて配信が開始した。

## 制作
2021年1月、松本はアメリカから日本に帰国したが、当時の日本ではコロナ禍の影響で、日本国外から日本に入国した人は2週間の隔離期間が必要となっていた。松本はその隔離期間を利用し、「1日1曲」の楽曲制作をすると決めて作業に取り掛かった。そして日々楽曲制作を進める中で、B'zのハードロックには寄ってない今回の『FRIENDS』的なカラーの曲がいくつか生まれたという。その後、松本から『FRIENDS』シリーズの制作の提案を受けた稲葉も今このタイミングではないかと意気投合。当時は2020年4月から次作のアルバムの制作が進められていたが一旦中断し、25年ぶりの『FRIENDS』シリーズ新作の制作が決定した。当時提案を受けた稲葉は、「タイミングバッチリだなと思った」「世の中が普通じゃなかったし、ひと呼吸置くような雰囲気があってる気がして。」と振り返っており、また「B'zらしいロックアルバムを出したのに、ライブは規制が厳しくて声は出せないし動けないじゃどうなるのかな」と不安を感じていたことにも触れ、「少し気が楽になるってわけじゃないけど、いつものフルアルバムを出す前にこう言うコンセプトアルバムを出すのはいい機会だなって（思った）」と振り返っている。
また、別のインタビューにてインタビュアーから「『FRIENDS III』を出したい気持ちはどこかにありましたか？」と尋ねられた際は、松本は「その存在すら忘れてました（笑）」と語っている。
近年のB'zのレコーディングでは積極的に日本国外のミュージシャンが参加していたが、コロナ禍の影響でそれが難しくなったため、本作では久しぶりに全て日本人のミュージシャンが参加している。当時について稲葉は「日本の素晴らしいミュージシャンの方々を紹介してもらって、一緒に音を出したんですけど、今まで僕らってそういう経験がほぼ無かったからそれはすごい収穫でしたね。コロナが無かったらそうなってなかったと思います」と振り返り、松本は「何十年もそういうことがなかったので、日本にもいいミュージシャンがこんなにいるんだなって、改めて感じましたね。」と振り返っている

## リリース形態
本作の発売形態は3種となり、取り扱い先が異なっている。「通常版」「初回限定盤」は、全国CDショップ・ECサイトでの販売。「LIVE FRIENDS盤」はB'zのコンサート情報を発信している公式サイト「B'z Club-Gym」にて受付・販売。
通常盤
CDのみの形態。
初回限定盤
CD+DVDの形態。
LIVE FRIENDS盤
CD+「LIVE FRIENDSロゴ入りロックグラス」の形態。「B'z Club-Gym」にて受付・販売。『B'z presents LIVE FRIENDS』の有観客公演及び配信ライブチケット購入者のみ対象の限定盤。

## 収録曲
| 全作詞: 稲葉浩志、全作曲: 松本孝弘、全編曲: 松本孝弘・稲葉浩志。 |                                |          |            |      |
| #                                                                | タイトル                       | 作詞     | 作曲・編曲 | 時間 |
| 1.                                                               | 「harunohi」                   | 稲葉浩志 | 松本孝弘   | 0:34 |
| 2.                                                               | 「シーズンエンド」             | 稲葉浩志 | 松本孝弘   | 4:37 |
| 3.                                                               | 「ミダレチル」                 | 稲葉浩志 | 松本孝弘   | 3:52 |
| 4.                                                               | 「Friends III」                | 稲葉浩志 | 松本孝弘   | 2:02 |
| 5.                                                               | 「Butterfly」                  | 稲葉浩志 | 松本孝弘   | 3:54 |
| 6.                                                               | 「こんな時だけあなたが恋しい」 | 稲葉浩志 | 松本孝弘   | 4:40 |
| 7.                                                               | 「GROW&GLOW」                  | 稲葉浩志 | 松本孝弘   | 5:18 |
| 合計時間:                                                        | 合計時間:                      | 24:57    |            |      |

| #  | タイトル                                                       | 作詞 | 作曲・編曲 |
| -- | -------------------------------------------------------------- | ---- | ---------- |
| 1. | 「いつかのメリークリスマス 〜FRIENDS III edit〜」(MUSIC VIDEO) |      |            |

## 楽曲解説

### CD
1. harunohi
2. シーズンエンド
  - 本アルバム収録曲の中で最初に制作が進められた曲である。アレンジについては、松本とYTがロサンゼルスのスタジオで1日でフルバージョンの完成形に仕上げた。しかし松本は「FRIENDS」シリーズが「冬」をテーマにしたアルバムという事を当時忘れており、アレンジは松本曰く「ロサンゼルスのカラッとした感じ」に仕上がった。しかし作詞の稲葉が冬をイメージした歌詞をあてがったので、「まあいいか」と思ったとのこと[19]。
3. ミダレチル
  - ライターで批評家のimdkmは、楽曲についてギターのカッティングやクラビネットの細かなグルーヴの絡み合いに、ブラスセクションが歯切れのよいアクセントを加えてケレン味を演出していると述べている[20]。
4. Friends III
  - アルバムタイトル曲。『FRIENDS』収録の「Friends」を原曲としたインストゥルメンタルの楽曲。
5. Butterfly
6. こんな時だけあなたが恋しい
  - imdkmは、楽曲についてシャッフルした16ビートがグルーヴィずっしりとしたエネルギーよりも軽快さに富んで、B'zの顔というべき、ギターとボーカルのメロディの魅力が前面に出ていると述べている[20]。
7. GROW&GLOW

### DVD（初回限定盤のみ）
- 「いつかのメリークリスマス 〜FRIENDS III edit〜」MUSIC VIDEO
1992年リリースの『FRIENDS』に収録されている「いつかのメリークリスマス」を新たにレコーディングした音源を使用し、今作のために撮り下ろしたミュージック・ビデオ[14]。
原曲でのギター演奏は主にアコースティック・ギターを使用していたが、本バージョンではエレクトリック・ギターの音色を追加している。

## 参加ミュージシャン
- 松本孝弘：ギター、全曲作曲・編曲
- 稲葉浩志：ボーカル・作詞(2.3.5-7)、全曲編曲、コーラス(#1)
- Yukihide"YT"Takiyama：編曲(#2.3.5.6)
- 寺地秀行：編曲(#4.7)、コーラスアレンジ
- 小野塚晃：ローズ・ピアノ(#1.2.6.7)、ピアノ(#2.4.5.6)、オルガン(#2)、ウーリッツァー(#3)
- 玉田豊夢：ドラム(#2.6)
- 河村"カースケ"智康：ドラム(#3.7)、カホン(#5)、タンバリン(#5)、シェイカー(#5)
- 種子田健：ベース(#2.6)
- 亀田誠治：ベース(#3.5.7)
- 斉藤ノヴ：コンガ(#2.3.6)、タンバリン(#2.3.6)、ウィンドチャイム(#2.5.6)、カウベル(#2.3)、カバサ(#2)、トライアングル(#5)、スレイベル(#5.7)
- 渡辺ファイヤー：アルト・サクソフォーン(#2)、バリトン・サクソフォーン(#3)
- アンディ・ウルフ：テナー・サクソフォーン(#2.3)
- 東條あづさ：トロンボーン(#2.3)
- 上石統：トランペット(#2.3)、フリューゲルホルン(#2)
- 長谷川素子：トランペット(#3)
- 諸岡由美子：チェロ(#4)
- 荒絵理子：オーボエ(#4)
- 小寺里枝 with Lime Ladies Orchestra：ストリングス(#5.7)
- 高桑英世：フルート(#7)